# 新川駅 (軽石軌道)

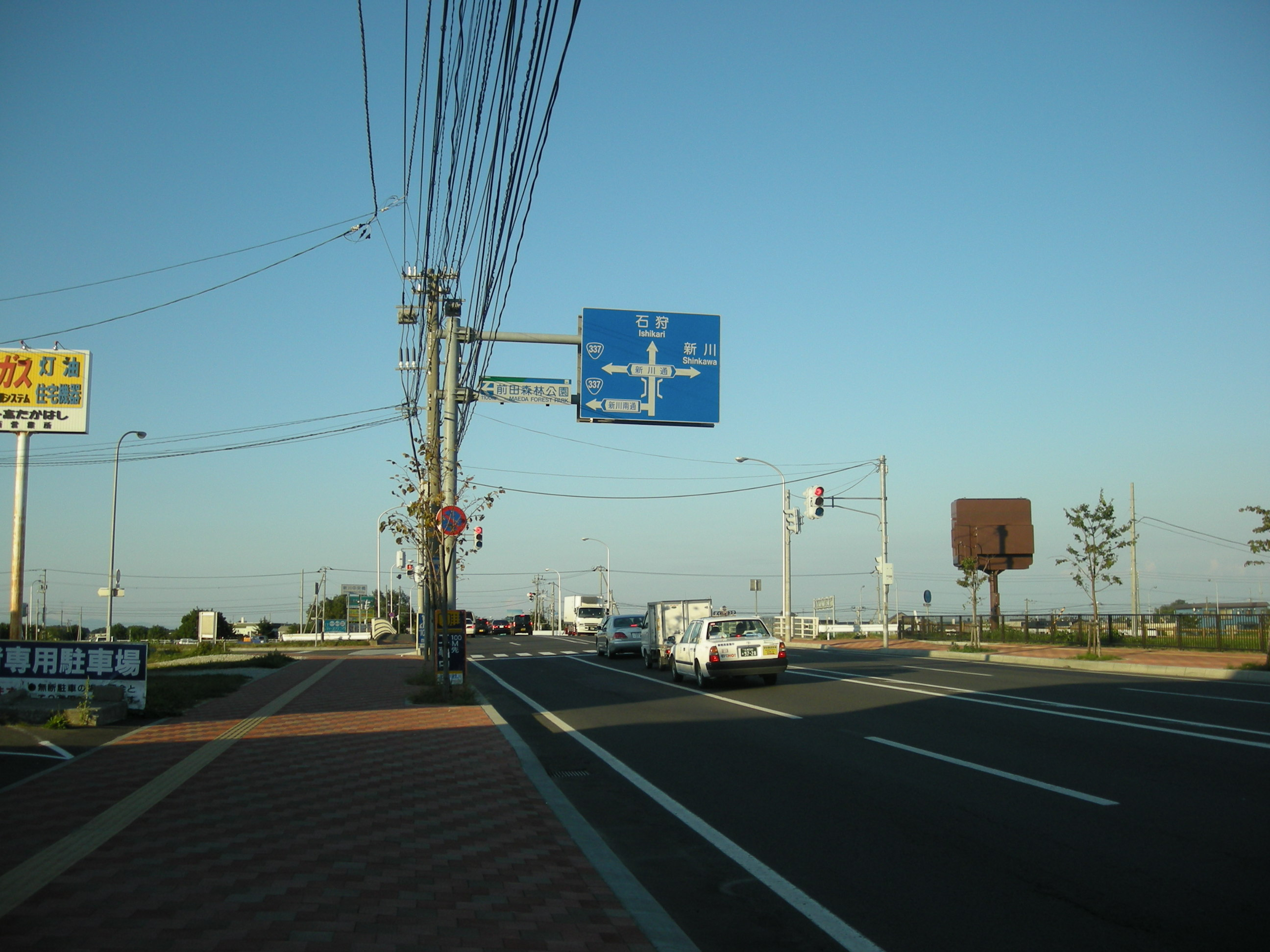
現在の旧新川駅付近 旧南4線駅方（2007年9月）

新川駅（しんかわえき）は、かつて北海道札幌郡手稲村（現在の札幌市手稲区前田）にあった軽石軌道の駅（廃駅）である。

## 歴史
- 1922年（大正11年）10月28日 - 軽石軌道軽川 - 花畔（ばんなぐろ）間開業に伴い当駅が開業。
- 1937年（昭和12年）9月 - 軽石軌道の運行休止により当駅の営業を休止。
- 1940年（昭和15年）10月23日 - 軽石軌道廃止により廃駅。

## 駅構造
駅舎はなかった。

## 駅名の由来
当駅のそばを流れていた新川に由来。

## 駅周辺
当駅は石狩手稲通と新川（下流側に向かって左岸）の交差地点にあり、軽石軌道は当駅を出て直ぐの新川中央橋（当時の橋名は不明）にて新川を渡っていた。新川中央橋は石狩手稲通の拡張に伴い下流側に架け替わっている。
- 北海道道44号石狩手稲線（石狩手稲通）
- 北海道道125号前田新川線（新川通）
- 新川南通
- 聞佛寺
- 中の川
- 軽川
- 北海道札幌手稲高等学校（当駅廃止後に開校）
- 札幌市立前田中央小学校
- 北海道札幌高等養護学校

## 隣の駅
軽石軌道
軽石軌道線
軽川駅 - 新川駅 - 南4線駅